# Lagunilla de Puruagua
Lagunilla de Puruagua är en ort i Mexiko.   Den ligger i kommunen Jerécuaro och delstaten Guanajuato, i den sydöstra delen av landet, 150 km nordväst om huvudstaden Mexico City. Lagunilla de Puruagua ligger 2 608 meter över havet och antalet invånare är 280.
Terrängen runt Lagunilla de Puruagua är lite bergig. Runt Lagunilla de Puruagua är det ganska tätbefolkat, med 104 invånare per kvadratkilometer. Närmaste större samhälle är Maravatío, 17,6 km söder om Lagunilla de Puruagua. I omgivningarna runt Lagunilla de Puruagua växer huvudsakligen savannskog.